# Dve gospe
Dve gospe (staroegipčansko nbtj, včasih prečrkovano v nebti) je egipčanski verski evfemizem za boginji Vadžet in Nekbet, zavetnici Spodnjega in Gornjega Egipta, ki so ju po združitvi obeh Egiptov v enotno državo častili v celem kraljestvu. Boginji se nista zlili v eno, kot se je zgodilo podobnim božanstvom različnih regij in mest. Boginji sta zaradi pomembnosti svojih vlog obdržali svoja položaja in postali znani kot Dve gospe in zaščitnici združenega Egipta.
Po združitvi se je podobi Nekbet (egipčanska kobra) na ureu  pridružila podoba Vadžet (beloglavi jastreb) in skupaj sta postali del egipčanske krone. Obe sta bili odgovorni za vzpostavitev zakonov, zaščito vladarjev in egipčanskega podeželja ter spodbujanje miru.

## Evfemizmi in njihovi primeri
Najsvetejša božanstva v egipčanskem panteonu so se pogosto omenjala z evfemizmi ali drugimi evfemističnimi nazivi, včasih v dolgih nizih naslovov, da bi njihova imena prikrili pred sovražniki in neverniki ter izkazali spoštovanje do njihove moči.
Primer takšne prakse je mogoče najti v spominskih opisih vojaške kampanje faraona Amenhotepa III., zapisanih na treh stelah. Faraon je na njih omenjen kot Nebmaatra. Stele so iz petega leta njegovega vladanja in so bile najdene blizu Asuana in otoka Sai v Nubiji. Uradno poročilo o njegovi vojaški zmagi poudarja njegovo borilno spretnost s tipično hiperbolo, ki so jo uporabljali vsi faraoni, vendar ugotavlja, da sta se mu prikazali Dve gospe, da bi mu svetovali in ga posvarili pred poveljnnikom kuške vojske:
Kraljevsko leto 5, tretji mesec poplave, 2. dan. ... se pojavita Dve gospe, ki [vzpostavljata] zakone in [pomirjata] obe deželi... [kralju] Gornjega in Spodnjega Egipta, Nebmaatri, nasledniku Raja, sinu Raja  [Amenhotepu, vladarju Teb]... sta prišel povedat: "Propadli podli Kuš je v svojem srcu načrtoval upor." [Faraon] je [svojo vojsko]  vodil do zmage; dokončal jo je v svoji prvi zmagoviti akciji. [Faraon] jih je dosegel kot sokolov udarec s krilom ... Iheni, hvalisavec sredi vojske, ni [pre]poznal leva, ki je bil pred njim. Nebmaatra je bil lev s strašnimi očmi, čigar kremplji so zgrabili podli Kuš, ki je poteptal vse svoje poglavarje v njihovih dolinah, pri čemer so bili vrženi v krvi eden na drugega.
Omemba leva s strašnimi očmi je še en evfemizem, povezan s silovito boginjo vojne Sekmet, ki je v bitki varovala faraona, premagala njegove sovražnike in prinesla zmago. Boginja je prikazana kot levinja, faraon kot vojak pa naj bi bil njen sin, torej lev. Bastet je bila njena dvojnica v drugem delu Egipta. Po združitvi Egipta je Sekmet ostala silovita bojevnica, Bastet pa so dodelili drugo vlogo v egipčanskem panteonu.
Ra, Vadžet in Nekbet so bila najmočnejši zavetniki Starega Egipta. S tega poloćaja jih ni nikoli izpodrinilo nobeno drugo božanstvo niti v obdobjih vzponov in padcev Egipta niti pod faraoni, ki so izbrali drugega osebnega zavetnika, niti v obdobju, v katerem je izjemno zrasla moč Amonovega templja, niti med selitvami prestolnic. Uporaba podobe boginj zavetnic v ureu se je ohranila tudi v času vladavine Ehnatona, ki je poskušal zatreti čaščenje vseh božanstev, razen njegovega osebnega izbranca Atona. Njegovo ime hebti ali nebti je bilo izpeljano iz korena z obema gospema, kot je razvidno iz hierografske slike Ehnatonovega nebti imena, ki se glasi Vernesitemahetaten in bi se lahko prevedlo kot "On od dveh gospa, veliki vladar v Ehnatonu". Ehnaton se po tem ni razlikoval od nobenega drugega faraona. Pomembnost teh tradicionalnih božanstev se je prefinjeno ohranila tudi v času njegove vladavine, ko je poskušal zlomiti moč Amonovega templja. Po koncu njegove vladavine so se takoj obnovili prejšnji verski običaji, ki so jih sprejeli tudi kasnejši tuji vladarji in so se v celoti ohranili do propada Rimskega cesarstva.

## Imenebti
| G16 |

Ime nebti, ki dobesedno pomeni "dve gospe", je del standardnrga naslova egipčanskega faraona. Ime je bilo povezano boginjama zavetenicama Gornjega in spodnjega Egipta:
Ime nebti je prvi uporabil faranon Prve dinastije Semerket okoli leta 2920 pr. n. št. Popolnoma neodvisno je postalo šele v Dvanajsti dinastiji, ki je začela vladati leta 1991 pr. n. št.
Ime običajno ni bilo uokvirjeno v kartuši ali sereku, ampak se je vedno začelo s hieroglifoma jastreba in kobre, ki sedita vsak na svoji košari. Naslednji del naslova je bil odvisen od faraona in se je bral "On ali Ona od Dveh gospa in ostali del naslova". Prevodi imena nebti faraonov so pogosto skrajšani. Izpuščajo se fraze pred začetkom imena, ki otržujejo popolno razumevanje naslova.

## Antropomorfna ptolemajska predstavitev
Horov tempelj v Edfuju je bil zgrajen na vrhu ruševin starejšega templja v času Ptolemajske dinastije (vladala 237 pr. n. št. - 57 pr. n. št.) med vladanjem Kleopatre VII. Kleopatra je bila zadnja faraonka, preden je bil Egipt vključen v Rimsko cesarstvo. Na reliefu na templju sta prikazani obe boginji, ki kronata ptolemajskega faraona z dvojno krono, sestavljeno iz njunih kron. Dve gospe sta upodobljeni kot ženski, na enak način kot nekatere druge staroegipčanske boginje.
Na pokrivalih obeh boginj na reliefu so podobe, neskladne s starimi izročili, saj je bil jastreb povezan samo z eno od njiju.
Ptolemajski grški vladarji so privzeli staroegipčansko izročilo, vendar s svojimi interpretacijami in slogi in občasnim uvajanjem novih konceptov, ki so temeljili na grškem izročilu. Grška in rimska verska prepričanja so bila značilno manj zoomorfna kot staroegipčanska. Izvirne egipčanske boginje so pogosto upodobljene z glavo živali, ki je poudarila njihovo naravo.